# Anadia rhombifera
Anadia rhombifera är en ödleart som beskrevs av  Günther 1859. Anadia rhombifera ingår i släktet Anadia och familjen Gymnophthalmidae. Inga underarter finns listade i Catalogue of Life.